# Apatride
Pour le roman, voir Shumona Sinha#Biographie. Pour l'album musical, voir André Manoukian#Albums solo.

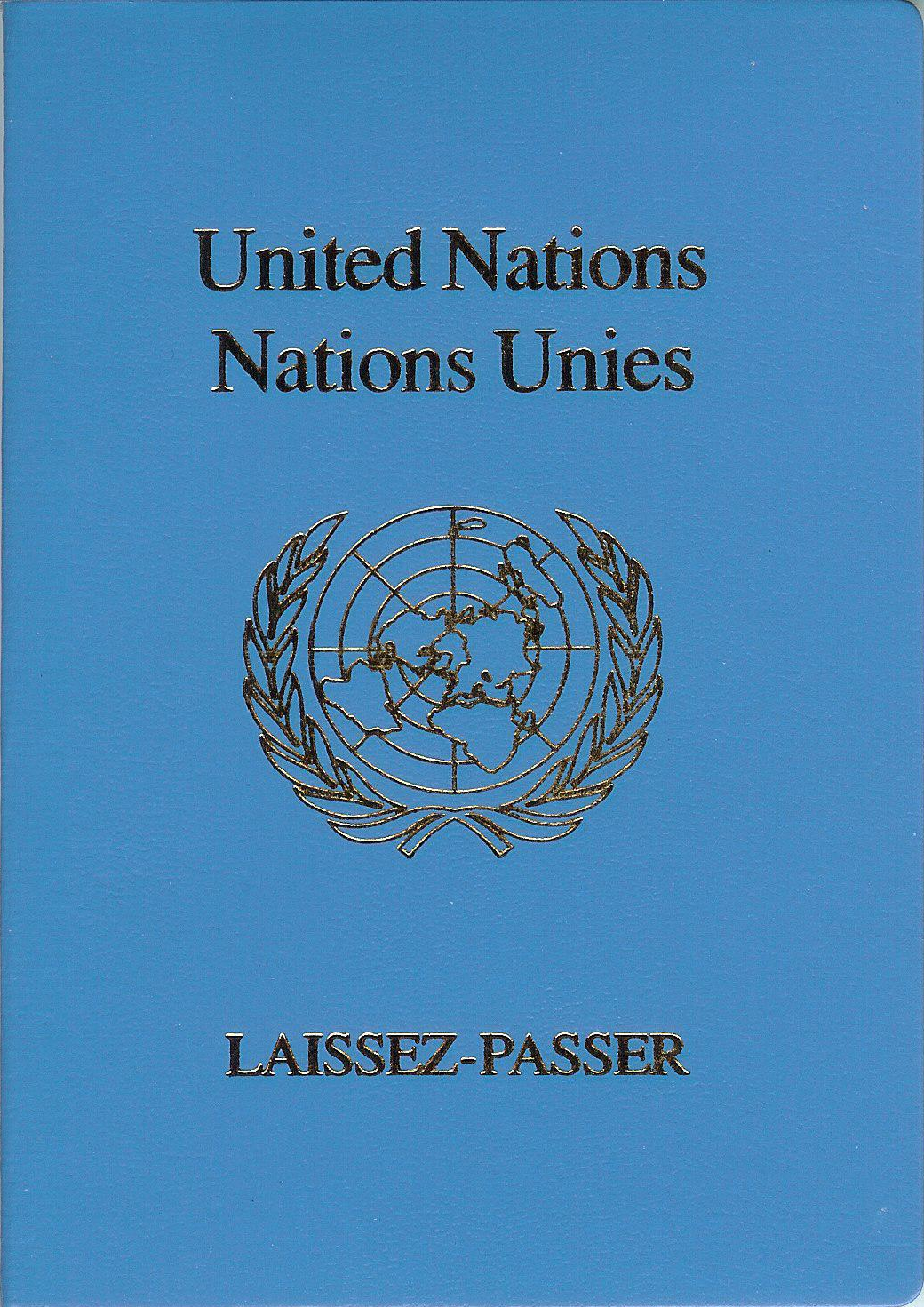
Couverture d'un laissez-passer délivré par l'Organisation des Nations unies.

Un apatride est, selon la convention de New York du 28 septembre 1954, « toute personne qu'aucun État ne considère comme son ressortissant par application de sa législation ». Plus simplement, un apatride est une personne qui n'a ni nationalité, ni protection d'un État.
Il y aurait plus de 4 millions d'apatrides, selon le Haut Commissariat des Nations unies pour les réfugiés (HCR).
Le mot « apatride » est composé du préfixe privatif a- et du grec patris (« terre des ancêtres »).
Le terme allemand heimatlos, dont il est le synonyme, s'utilise en français pour désigner les Allemands ayant fui l'Allemagne nazie durant la Seconde Guerre mondiale.

## Causes
L'apatridie peut résulter :
- d'une combinaison de lois entre plusieurs pays ne permettant d'obtenir aucune nationalité à la naissance. Par exemple les enfants de ressortissants de deux États différents qui ne transmettent leur nationalité qu'aux enfants dont les deux parents sont nationaux, ou l'enfant de ressortissants de pays ne connaissant pas le droit du sang qui naissent dans un pays ne connaissant pas le droit du sol ;
- d'une déchéance de nationalité : un État retire sa nationalité à un de ses nationaux sans qu'il puisse bénéficier d'une autre, ou la personne décide volontairement de renoncer à sa nationalité sans parvenir à en obtenir une autre.
- de défaillances administratives : une personne peut se retrouver sans nationalité simplement parce que sa naissance n'a pas été enregistrée, ou parce qu'elle a été enregistrée sous une forme considérée comme invalide par le pays responsable de la nationalité (situation pouvant par exemple se produire dans le cas d'une personne née dans un autre pays que celui dont ses parents avaient la nationalité)

Des textes internationaux tentent de supprimer les cas d'apatridie. La déclaration universelle des droits de l'homme dispose dans son article 15 que « tout individu a droit à une nationalité ». La convention de New York du 30 août 1961, entrée en vigueur le 13 décembre 1975, interdit aux États signataires de créer des apatrides. La convention européenne sur la nationalité de 1997 prévoit dans son article 4 que « chaque individu a droit à une nationalité » et que « l'apatridie doit être évitée ».

## Conséquences

### Actuelles
Les apatrides ne bénéficient pas de la protection d'un État. Dans certains pays, ils ne peuvent obtenir de logement ou de compte en banque à leur nom, n'ont pas la possibilité d'accéder aux soins médicaux, d'envoyer leurs enfants à l'école, parfois de travailler. L'accès à l'état civil leur est parfois impossible, ils ne peuvent donc alors se marier, ou enregistrer leur naissance[réf. nécessaire].
Les enfants d'apatrides sont souvent apatrides, soit car ils n'obtiennent pas de nationalité par leur seule naissance, soit car leur naissance ne peut être enregistrée. Dans certains pays (une trentaine d'après le HCR), les enfants dont la mère est nationale et le père étranger n'obtiennent pas la nationalité de leur mère. Sans accès à l'école et avec des accès limités aux autres services essentiels, il leur est extrêmement difficile de sortir de la pauvreté et de l'exclusion.

### Passeport Nansen

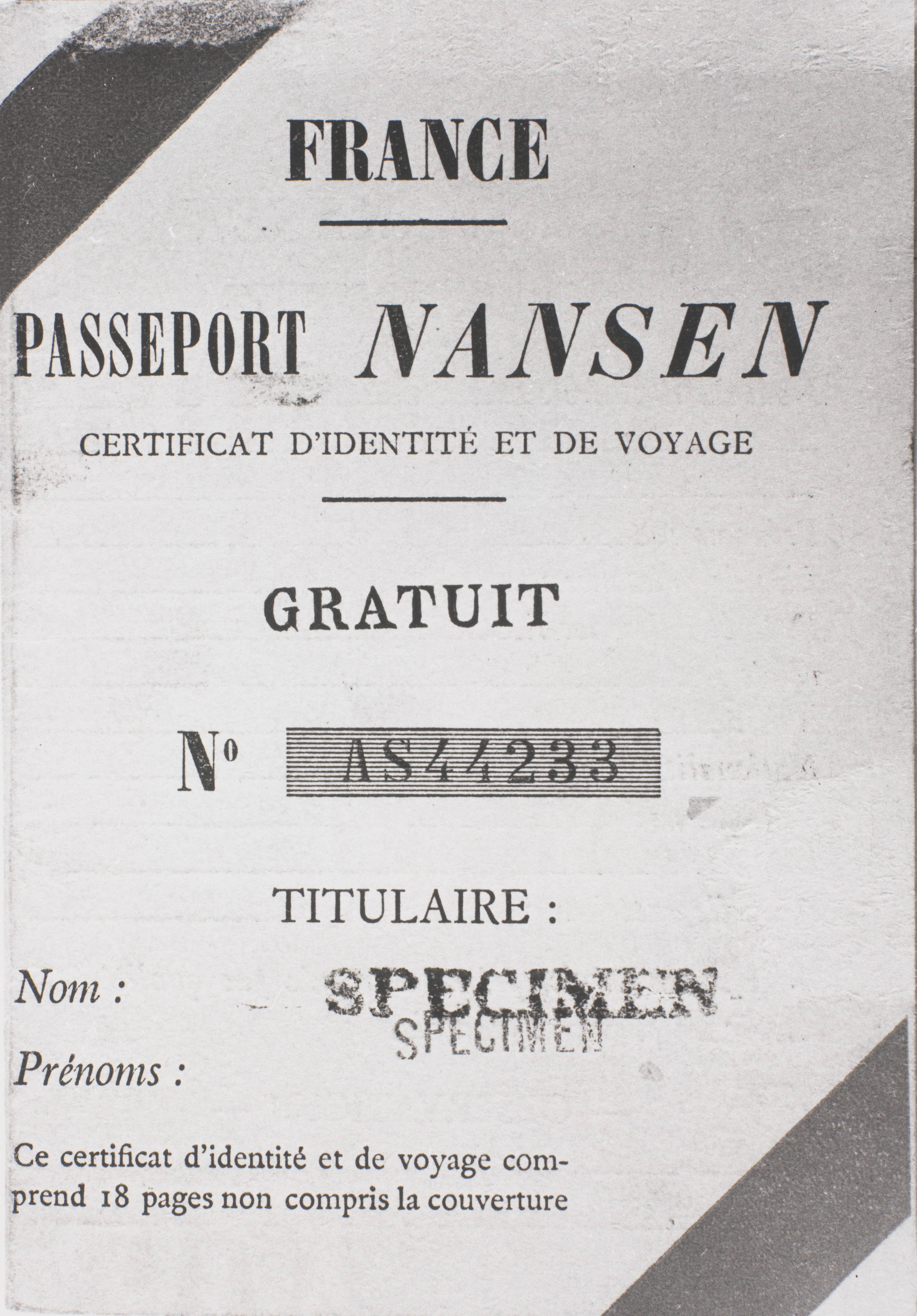
Passeport Nansen.

Le passeport Nansen a été créé en 1922 pour permettre à des apatrides de bénéficier d'une identité et de pouvoir voyager. Il a bénéficié d'abord principalement à d'anciens Russes déchus de leur nationalité en 1922, puis à des réfugiés venus de l'ancien empire ottoman, arméniens et assyriens.
Début 1943, les Allemands juifs réfugiés au Danemark échappèrent aux nazis car « ces Juifs s'étaient vu retirer leur nationalité allemande et étaient donc des apatrides bénéficiant de la protection de l'État danois ».
Durant la Seconde Guerre mondiale, le gouvernement de Vichy a déchu de leur nationalité plusieurs opposants, dont Charles de Gaulle, ces mesures ayant été annulées ensuite.
Selon le chercheur de l'Université de Lille Jules Lepoutre, « depuis la fin de la Seconde Guerre mondiale, la nationalité est devenue un droit de l’homme. Hannah Arendt et la Cour suprême des États-Unis l’ont montré : il s’agit du premier des droits ». Dans un arrêt de 1958, la Cour suprême des États-Unis s’oppose au retrait de la citoyenneté d’un soldat accusé de « désertion en temps de guerre » pour des faits remontant à 1944. Commentaire des juges : cette mesure constitue « une forme de punition encore plus primitive que la torture », car l’intéressé aurait ainsi « perdu le droit d’avoir des droits ».

## Quelques situations

### Birmanie
En 1982, des habitants musulmans de la Birmanie, les Rohingyas, ont été privés de la nationalité birmane par une disposition législative. Ils sont alors devenus apatrides, et beaucoup ont quitté le pays pour chercher refuge ailleurs.

### Brésil
Le Brésil est l'un des rares pays au monde et a été l'un des pionniers à avoir dans sa loi la reconnaissance des apatrides, afin d'offrir aux citoyens un moyen légal d'obtenir enfin leurs documents d'appartenance à un pays,. Maha et Souad Mamo, qui vivent au Brésil depuis quatre ans en tant que réfugiés, sont les premiers apatrides reconnus par l'État brésilien après la nouvelle loi sur les migrations (loi no 13445), entrée en vigueur en 2017. La nouvelle loi sur les migrations prévoit des mesures de protection pour les apatrides, facilitant les garanties d'inclusion sociale et la naturalisation simplifiée des citoyens sans-abri. La législation suit les conventions internationales sur le respect des apatrides et cherche à réduire le nombre de personnes dans cette situation, en leur donnant le droit de demander la nationalité. La différence de la législation brésilienne est que, bien que généralement dans d'autres pays, l'apatride ait accès à des droits fondamentaux tels que l'éducation et la santé, dans ses documents, il est toujours reconnu comme apatride avec un permis de séjour, cependant, le Brésil offre naturalisation, ce qui signifie que ces personnes peuvent, à toutes fins utiles, être brésiliennes. Si les apatrides ne souhaitent pas demander la naturalisation immédiate, ils auront au moins accordé la résidence permanente dans le pays.

### Côte d'Ivoire
Depuis quelques années, la Côte d’Ivoire a adopté des mesures de lutte contre l'apatridie. En particulier la Loi spéciale no 2013-653 du 13 septembre 2013 « portant dispositions particulières en matière d’acquisition de la nationalité ivoirienne par déclaration ». Cette loi dont la mise en œuvre a duré deux ans, de septembre 2013 à septembre 2015, n’a cependant pas atteint tous ses objectifs. Elle a permis de régler la situation d’environ une dizaine de milliers de personnes, alors que plus de 700 000 seraient concernées selon un rapport du Haut Commissariat des Nations unies pour les réfugiés (HCR). Une campagne a été menée en 2018 en Côte d’Ivoire demandant au gouvernement ivoirien de reconduire cette loi spéciale .

### Croatie
En 2018, la Cour européenne des droits de l'homme condamne la Croatie pour violation de l'article 8 de la convention, en lien avec une personne apatride résidente depuis des décennies dans le pays. La Cour a considéré que la Croatie n'a pas permis à cette personne de bénéficier d'une procédure effective pour régulariser sa situation dans le pays.

### France
La France a signé la convention internationale de 1961 limitant les cas d'apatridie, mais ne l'a pas ratifiée, de même que la convention européenne sur la nationalité de 1997. De plus, l'article 15 de la déclaration universelle des droits de l'homme est dépourvu de valeur normative pour le Conseil d'État.
En conséquence, pour le constitutionnaliste Didier Maus, « juridiquement il n'y a pas de texte international qui engage la France à interdire l'apatridie ». Mais pour un autre constitutionnaliste, Dominique Rousseau, « sa simple signature [de la convention de 1961] engage [la France] à respecter l'esprit et le but du texte ».
La loi du 29 juillet 2015 a défini dans le Code de l'entrée et du séjour des étrangers et du droit d'asile (CESEDA) un statut des apatrides regroupant diverses dispositions qui étaient jusqu’alors disséminées dans le code. L'étranger qui souhaite demander le statut d'apatride s'adresse à l'Ofpra.

### Liban
Le nombre d'apatrides est très difficile à estimer au Liban, puisqu'aucun recensement officiel de la population n'a été effectué depuis le dernier réalisé par les autorités du Mandat français, en 1932. Cependant, des dizaines de milliers de personnes vivent aujourd'hui sans nationalité. Elles ont des profils et des statuts extrêmement variés, qui relèvent autant de l'apatridie dans un contexte migratoire (réfugiés palestiniens, irakiens et syriens) que de l'apatridie in situ (personnes dont la naissance n'a pas été enregistrée, « Maktoum al-Qayd », « Qayd al-Dars »).

### Royaume-Uni
Le Royaume-Uni est la seule nation européenne à prévoir, depuis 2014, dans des conditions très strictes, la possibilité de créer des apatrides, mais elle n'en a encore jamais (en 2015) fait usage.
En 2019, le ministère britannique de l’Intérieur a déchu de sa nationalité Shamima Begum, une jeune Britannique partie rejoindre Daech en 2015 alors qu’elle n’avait que 15 ans, mais qui a revendiqué récemment son retour au Royaume-Uni après avoir donné naissance à un bébé en Syrie.

### Syrie
Par décret (no 93) du 23 août 1962, entré en vigueur le 5 octobre 1962, le gouvernement syrien décide d'effectuer un recensement exceptionnel de la population de la province kurde d'Al-Hassake. À la suite de cette opération, plus de 120 000 Syriens, tous d'origine kurde, furent déchus de leur nationalité syrienne.
Pour faire face au mouvement de contestation secouant la Syrie depuis le 15 mars 2011, un décret présidentiel d'avril 2011, a restitué la nationalité syrienne aux apatrides kurdes. Cependant, comme les autres lois et décrets pris par le président syrien pour absorber le mouvement de contestation, ce décret n'a pas été appliqué.
La Syrie compte aujourd'hui plus de 300 000 Kurdes-Syriens apatrides,.

### Ex-URSS
Après la chute de l'URSS, lors des définitions des nouvelles citoyennetés, de nombreux Soviétiques se sont retrouvés sans la citoyenneté de leur pays de résidence.
- En Estonie, les personnes de citoyenneté indéterminée (estonien : määratlemata kodakondsusega isik, russe : лица с неопределенным гражданством) constituaient 12,4 % de la population en 2000 (170 349 personnes), 7,1 % en 2011 (97 437 personnes) et 6,5 % en 2015 (85 312 personnes), soit moins que les citoyens russes (respectivement 6,3 % et 6,8 %[pas clair]).
- En Lettonie, les non-citoyens (letton : nepilsoņi) formaient 15,0 % de la population en 2010.

### Ex-Yougoslavie
Un phénomène similaire s'est produit lors de la division de la Yougoslavie, quand les nouvelles républiques indépendantes se sont mises en place. Près de 1 % de la population de Slovénie a été considérée comme « effacée » ou « radiée ».

## Quelques apatrides célèbres (à titre temporaire ou définitif)
- Oussama ben Laden : mort apatride en 2011. L'Arabie saoudite lui retire d'abord son passeport en 1992 avant de le déchoir de sa nationalité en 1994 pour s'être opposé au pouvoir en place et pour avoir continué d'appuyer des groupes armés islamistes anti-régime.
- Hélène Carrère d'Encausse: née apatride, elle devient française en 1950.
- Daniel Cohn-Bendit : né à Montauban en 1945, il reste apatride jusqu'en 1959 avant de devenir allemand, puis français en 2015.
- Albert Einstein : né allemand, il renonce à sa nationalité en 1896 (à l'âge de 17 ans). 5 ans après, en 1901, il devient suisse.
- Alexandre Grothendieck : né à Berlin, il est longtemps resté apatride tout en travaillant en France avant d'obtenir la nationalité française en 1971 à l'âge de 43 ans. Farouchement antimilitariste, il voulait être sûr d'échapper à l'encasernement.
- Adolf Hitler : né autrichien, il est interdit de séjour dans tout le Land de Prusse et de parole dans de nombreux autres Länder à sa sortie de prison. Il devient ainsi apatride le 30 avril 1925, et le reste jusqu'au 26 février 1932, date à laquelle il est nommé fonctionnaire d'État (de), ce qui lui confère automatiquement la nationalité allemande.
- Karl Marx : né allemand en 1818, il quitte sa Prusse natale pour parcourir l’Europe à l'âge de 25 ans. En 1849, expulsé de Paris et interdit de séjour dans son pays, il trouve alors refuge à Londres. Il y mourra apatride en 1883.
- Rio Mavuba : né en mer, apatride jusqu'à ses 20 ans (2005) après avoir fui la guerre en Angola.
- Friedrich Nietzsche : né en Prusse, Nietzsche se disait apatride. Il souhaitait obtenir la nationalité suisse, mais ne l'obtint jamais.
- Rudolf Noureev : né soviétique, il devient apatride à la suite de sa défection et de son passage à l'Ouest en 1961. Il obtient la nationalité autrichienne en 1982.
- Mikheil Saakachvili : né soviétique, homme d'État géorgien et homme politique ukrainien, puis apatride. En juillet 2017, le président Porochenko signe un décret ad hoc lui retirant la nationalité ukrainienne pour des « irrégularités » dans son dossier de naturalisation et pour des « documents incomplets ». Il regagne cette dernière en mai 2019[27].

## Dans la culture
- Tombés du ciel (1994), de Philippe Lioret, inspiré de l'histoire de Mehran Karimi Nasseri
- Le Terminal (2004), de Steven Spielberg avec Tom Hanks
- Oleg (2019), de Juris Kursietis qui met en scène un non-citoyen de Lettonie